# 内拉克
内拉克（法語：Nérac；法語發音：[neʁak]），法国西南部城市，法国洛特-加龙省的一个市镇，位于该省西南部，也是该省的一个副省会，下辖内拉克区。该市镇总面积62.68平方公里，2022年1月1日时人口数量为6,937人。
内拉克是洛特-加龙省的一个区域性中心城市，也是该省省会阿让的一个远郊卫星城。该地历史悠久，自古罗马时期就已出现城镇，现保存有多处历史遗迹。

## 历史

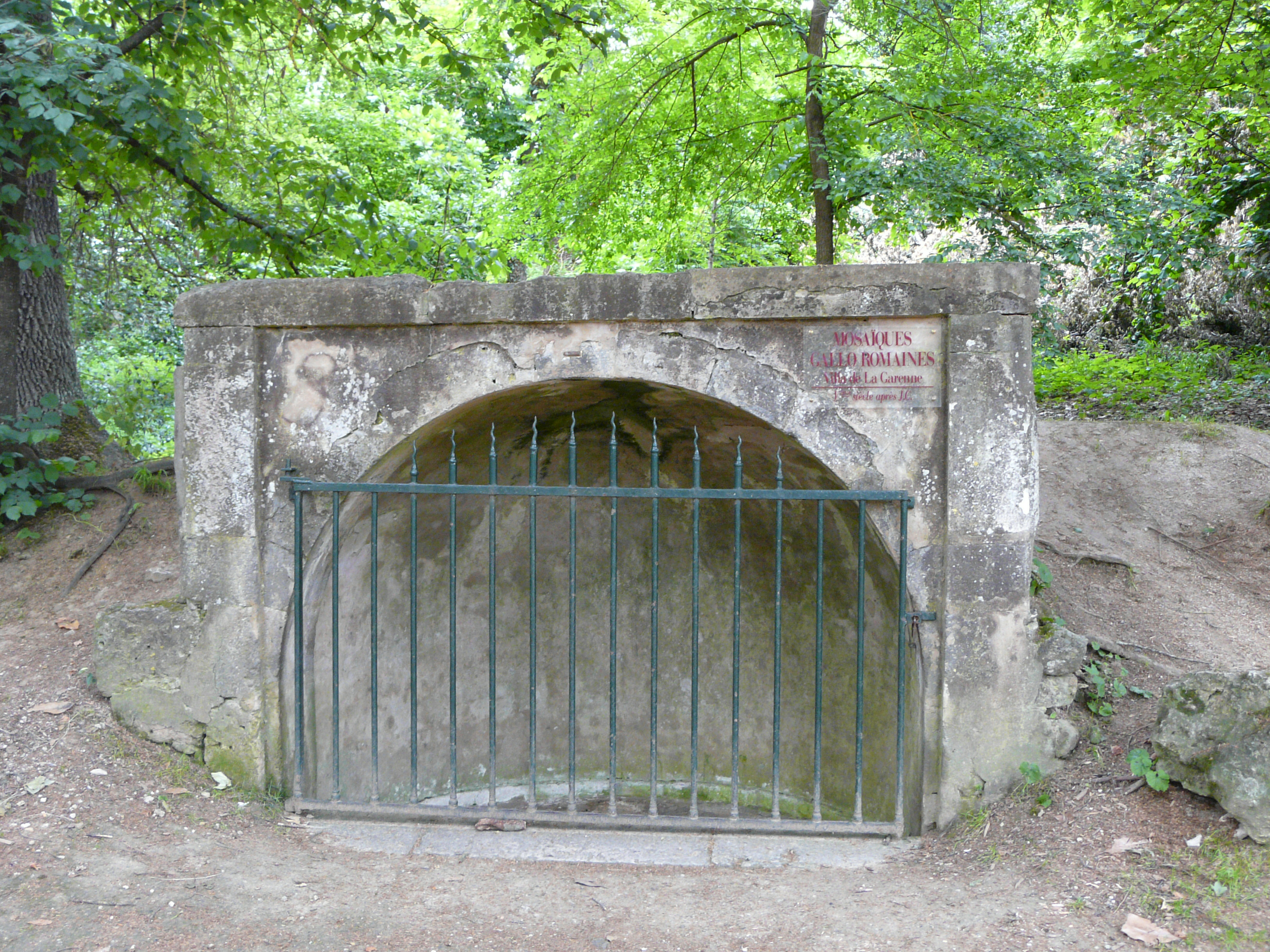
内拉克罗马遗址

由内拉克罗马遗址出土的文物资料表明，内拉克所在的地区早在青铜器时代就已出现人类活动。
公元1088年建成的孔东本笃修道院（Abbaye bénédictine de Condom）常被认作是内拉克城市建设的开端，此后半个世纪内，内拉克市区出现了集市、教堂和祷告院，而当地的领主也从阿尔布雷老爷手中获得了一些权力。中世纪末，阿尔布雷家族不断壮大，内拉克作为首府出现了两道城墙，并于16世纪末成为阿尔布雷公爵的首府，直到其家族成员和法兰西国王通婚，内拉克所在的阿尔布雷及纳瓦尔（Navarre）才正式成为法国领土，成为吉耶讷行省的一部分。
公元18世纪，内拉克的制革业和磨面业有了较大的发展。
法国前总统阿尔芒·法利埃曾担任内拉克的市政议员。

## 地理
内拉克位于法国西南部，新阿基坦大区中南部和洛特-加龙省的西南部，距离省会阿让约26公里。与内拉克接壤的市镇包括：弗加罗勒、昂迪朗、巴尔巴斯特、卡利尼亚克、埃斯皮安、菲约、弗雷舒、拉塞尔、拉瓦达克、雷奥利斯。

### 地形
内拉克位于法国阿基坦盆地腹地，地形较为平坦。全境海拔在38至191米之间，其中市区内的平均海拔约71米。

### 地质
内拉克附近地表主要以淤泥（法語：marne）为主，现已基本被人工建筑物覆盖。

### 植被

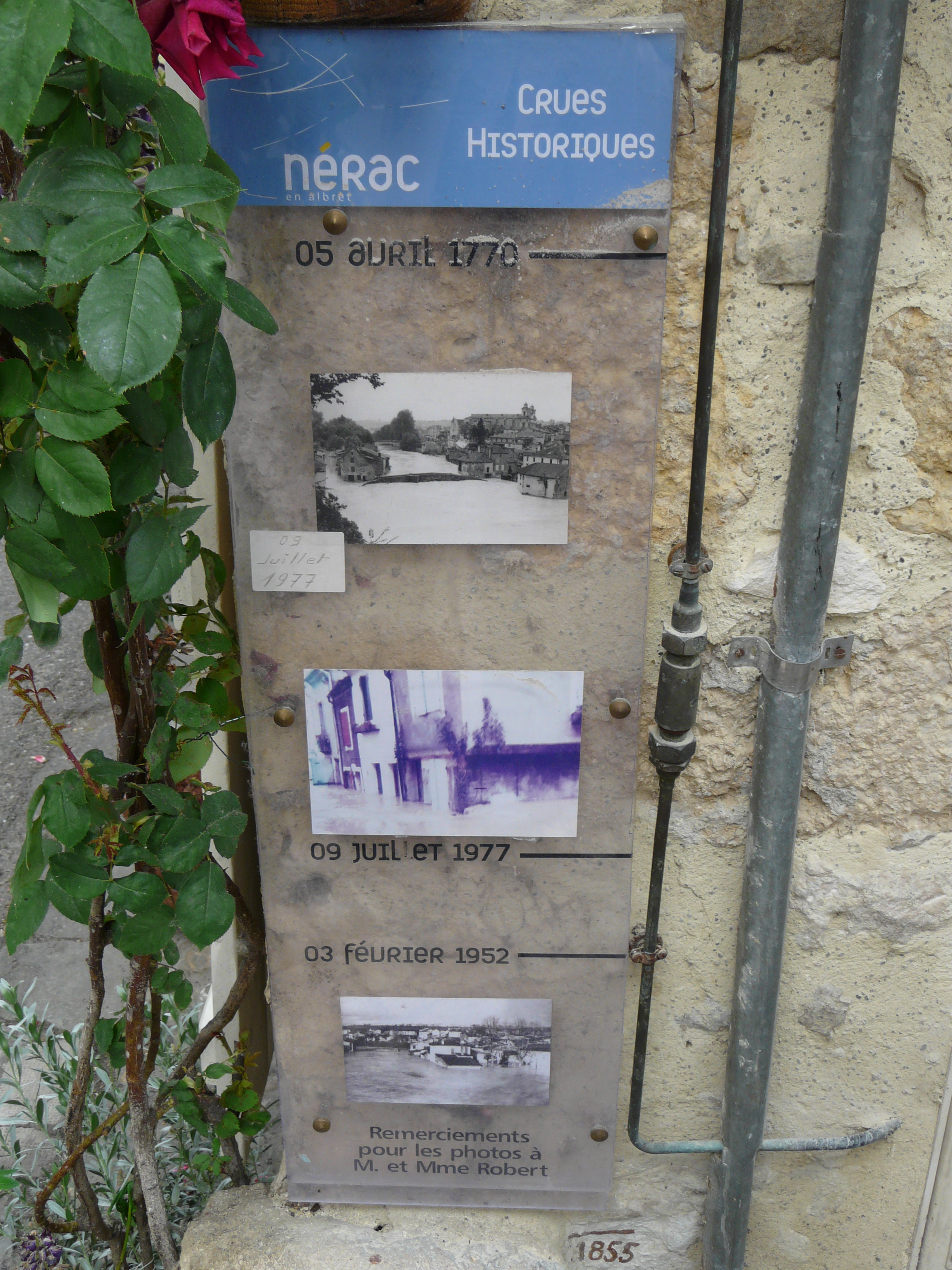
内拉克洪涝灾害的历史记录标刻线

内拉克属于温带阔叶混交林，常见自然植被以落叶乔木、木本植物为主。绿地主要分布在巴伊斯河两岸及市区西部的洛邦埃梅尔公园（Parc Laubenheimer）内。

### 水文
巴伊斯河自东南向西北流经内拉克市区，境内平均宽度在20米左右，属于法国五大干流之一的加龙河水系。历史上曾多次发生过洪涝灾害。

### 气候
内拉克属于温带海洋性气候，因其纬度相对与同气候区偏低，因此又带有地中海气候特征，具体表现为夏季较热，冬季温和，偶有极端天气出现。
距离内拉克最近的气象站为阿让，其站点位于内拉克东北方向大约15公里，和内拉克的气候特征基本相同。以下为该气象站的数据。
| 阿让                | 阿让        | 阿让         | 阿让         | 阿让        | 阿让        | 阿让         | 阿让         | 阿让        | 阿让        | 阿让        | 阿让        | 阿让         | 阿让          |
| 月份                | 1月         | 2月          | 3月          | 4月         | 5月         | 6月          | 7月          | 8月         | 9月         | 10月        | 11月        | 12月         | 全年          |
| ------------------- | ----------- | ------------ | ------------ | ----------- | ----------- | ------------ | ------------ | ----------- | ----------- | ----------- | ----------- | ------------ | ------------- |
| 历史最高温 °C（°F） | 20.1 (68.2) | 25.8 (78.4)  | 26.3 (79.3)  | 30.2 (86.4) | 34 (93)     | 38.8 (101.8) | 40.6 (105.1) | 41 (106)    | 36.7 (98.1) | 32 (90)     | 25.4 (77.7) | 21.6 (70.9)  | 41 (106)      |
| 平均高温 °C（°F）   | 9.2 (48.6)  | 11.3 (52.3)  | 15 (59)      | 17.5 (63.5) | 21.5 (70.7) | 25 (77)      | 27.6 (81.7)  | 27.6 (81.7) | 24.5 (76.1) | 19.6 (67.3) | 13.2 (55.8) | 9.5 (49.1)   | 18.5 (65.3)   |
| 平均低温 °C（°F）   | 2.1 (35.8)  | 2.4 (36.3)   | 4.4 (39.9)   | 6.6 (43.9)  | 10.3 (50.5) | 13.6 (56.5)  | 15.4 (59.7)  | 15.3 (59.5) | 12.3 (54.1) | 9.7 (49.5)  | 5.4 (41.7)  | 2.8 (37.0)   | 8.4 (47.1)    |
| 历史最低温 °C（°F） | −17.4 (0.7) | −21.9 (−7.4) | −10.5 (13.1) | −3.9 (25.0) | −1.6 (29.1) | 2.5 (36.5)   | 5.9 (42.6)   | 4.7 (40.5)  | 1 (34)      | −5 (23)     | −8.8 (16.2) | −12.1 (10.2) | −21.9 (−7.4)  |
| 平均降水量 mm（）   | 55.1 (2.17) | 52.1 (2.05)  | 49.8 (1.96)  | 67.6 (2.66) | 76.1 (3.00) | 58.4 (2.30)  | 51.3 (2.02)  | 55 (2.2)    | 59.3 (2.33) | 64.3 (2.53) | 63.4 (2.50) | 59.8 (2.35)  | 712.2 (28.04) |
| 月均日照時數        | 77.5        | 110.1        | 172.6        | 182.3       | 213.6       | 232.1        | 255.4        | 242.3       | 204.9       | 128.2       | 84          | 69.4         | 1,982.4       |
| 来源：meteofrance   |             |              |              |             |             |              |              |             |             |             |             |              |               |

## 行政区划
内拉克法国的一个市镇，编码为47195。在2015年以前，内拉克是“内拉克县”的行政中心。根据法国2014年出台的县级行政区划改革方案，自2015年1月1日起，内拉克县被阿尔布雷县代替，内拉克仍为其办公驻地，但仅保留省级行政选举功能，且不再隶属于“内拉克区”。
此外，内拉克和附近的另外33个市镇共同组成了阿尔布雷市镇公共社区，内拉克是该公共社区的办公中心，亦是该公共社区内人口最多的市镇。
由于内拉克的人口数量不足一万，因此被法国国家统计与经济研究所（INSEE）算作一个整体的块区（IRIS）。

## 政治

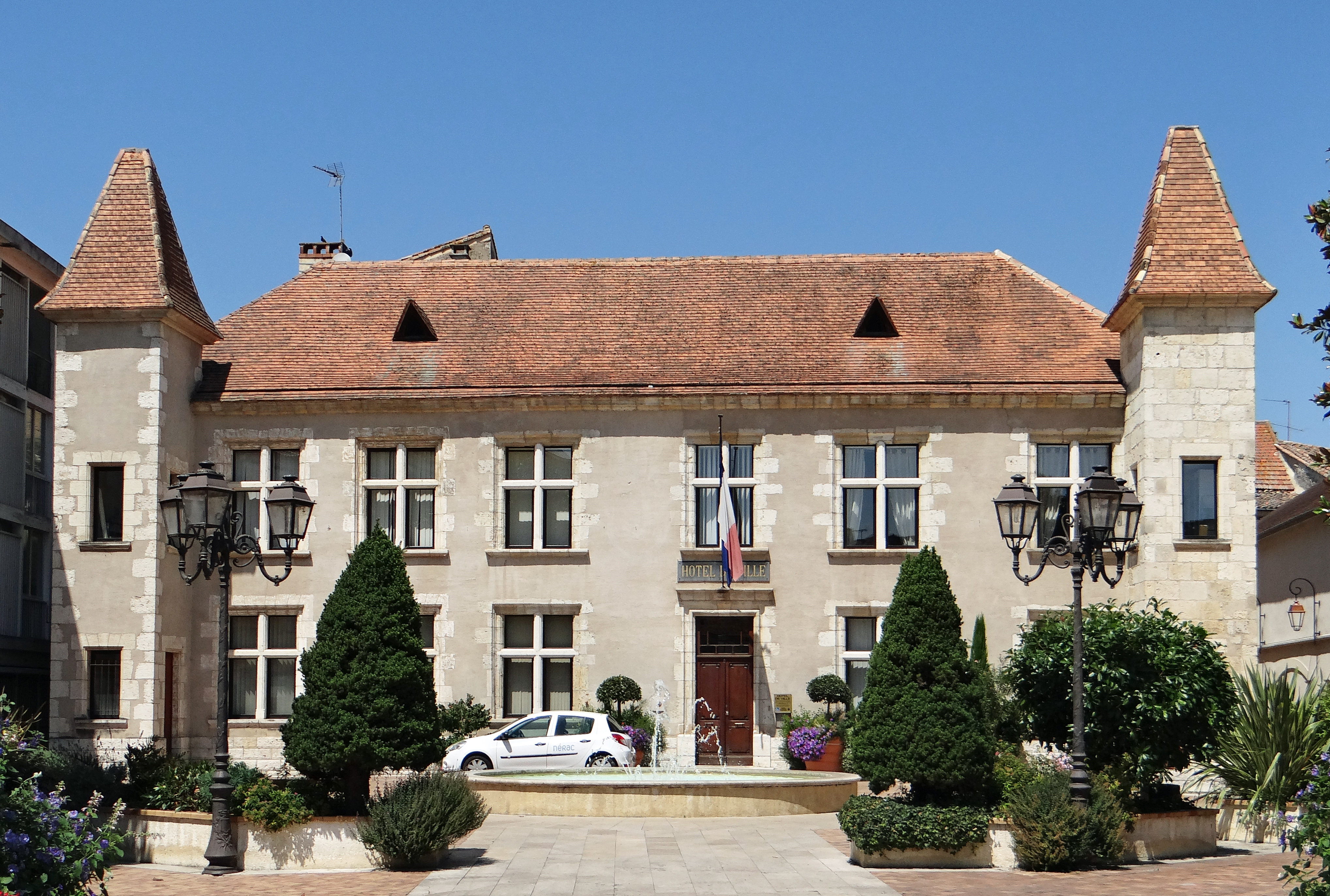
内拉克市政厅

现任内拉克市长为尼古拉·拉孔布先生（Nicolas Lacombe），于2008年上任，并于2014年和2020年连任。他是社会党的一名成员。
| 内拉克历届市长 |                     |                          |
| 任期           | 市长                | 党派                     |
| 1944年－1966年 | 加布里埃尔·拉佩吕斯 | UNR新共和国联盟          |
| 1966年－1969年 | 让·舍纳瓦           | （不详）                 |
| 1969年－1977年 | 乔治·卡约           | FNRI共和独立人士民族联盟 |
| 1977年－1983年 | 安德烈·加尔贝       | PCF法国共产党            |
| 1983年－2008年 | 让-路易·布吕内      | UMP人民运动联盟          |
| 2008年－       | 尼古拉·拉孔布       | PS社会党                 |

在2017年法国大选的第一轮和第二轮选举当中，法国现任总统马克龙在内拉克分别获得21.97%和66.44%的支持率，均居所有候选人首位。

## 交通

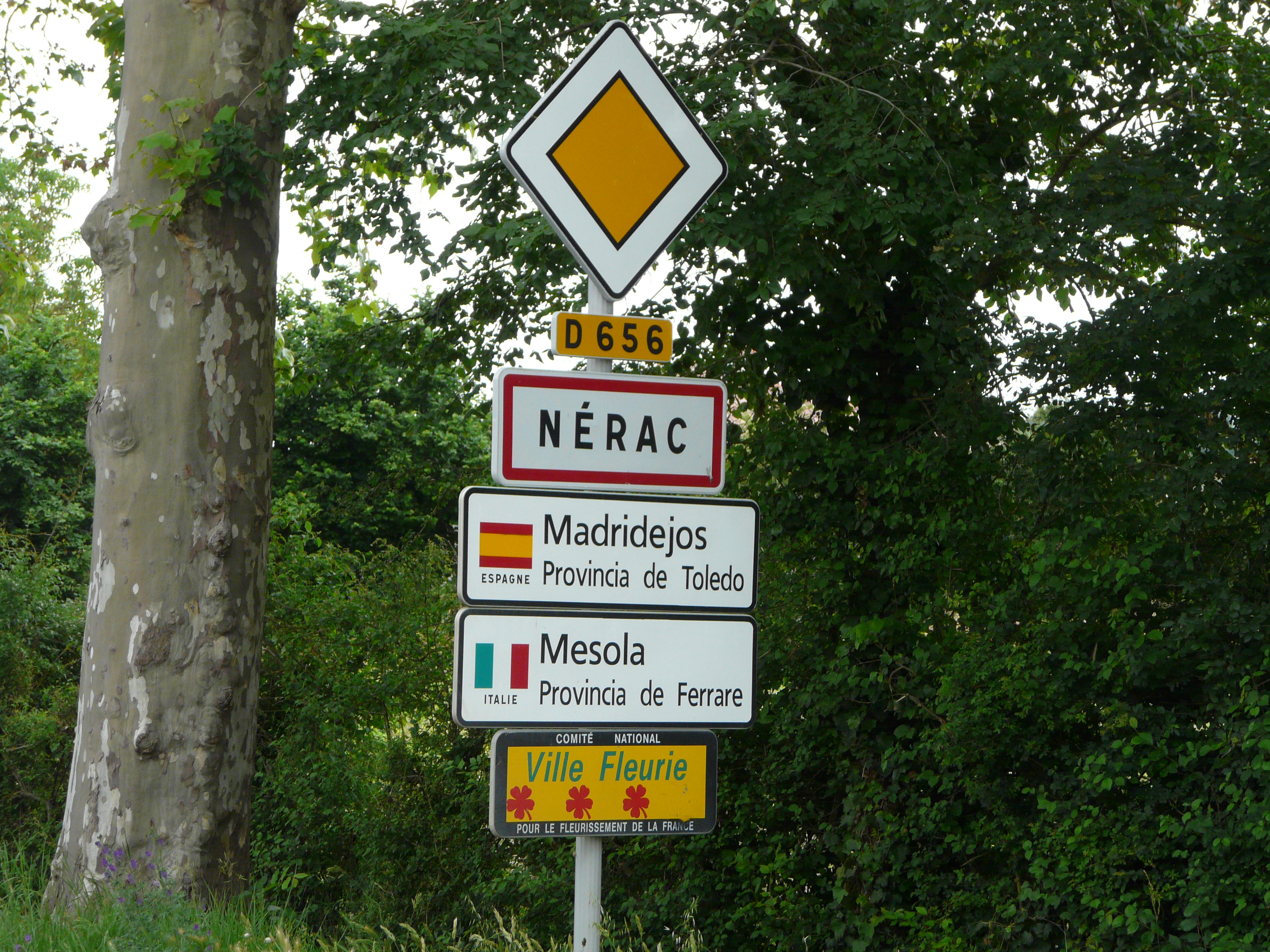
进入内拉克的路牌

### 公路
洛特-加龙省省道D131线、D136线、D258线、D408线、D656线和D930线经过境内。距离内拉克最近的高速公路出入口为法国国家A62号高速公路的6号出入口（Aiguillon），距离内拉克大约20公里。
新阿基坦大区下属的洛特-加龙省城际客运线路提供前往阿让的班车线路。
2018年，68.8%的内拉克居民拥有至少1辆私人汽车。

### 铁路
内拉克历史上曾为圣玛丽港－里斯克勒铁路和内拉克－蒙德马桑铁路的交汇点，但这两条铁路现已基本废弃，仅有季节性的旅游列车开行，且不与法国铁路网联通。
距离内拉克最近的铁路车站为圣玛丽港站，位于内拉克市区以北15公里，波尔多－塞特铁路线上。该站每天开行连接波尔多和阿让的区域列车。

### 航空
内拉克境内没有任何航空设施。距离内拉克最近的民用机场为阿让-拉加雷讷机场，位于内拉克市区东部大约14公里。该机场开行前往巴黎、里昂和尼斯的固定航班。

### 水运
巴伊斯河没有任何内河航运线路，仅有少量私人游艇。

## 经济

### 财政
2017年，内拉克的财政支出总额为720.2万欧元，财政收入总额为811万欧元，债务总额为717.7万欧元。

### 收入
2014年，内拉克的人均月纯收入为2088欧元，其中高级职员为3884欧元，低于法国平均水平（4141欧元）；普通工人为1769欧元，高于法国平均水平（1637欧元）。
2015年，内拉克的青壮年人口（15-64岁）失业率为16%。总人口中有36.4%拥有纳税资格。

## 人口
2015年，内拉克市镇范围内的合法人口数量为6,969，其中男性3,214人，女性3,775人，75岁及以上人口数量占比为13,6%，外籍人口408人，总人口数量在在全法国排名第1498位。人口密度为111人/平方公里。2016年，内拉克的出生人口数量为54人，死亡人口数量为127人。
当地居民被称为（男性）或（女性）。
| 年份   | 1936  | 1946  | 1954  | 1962  | 1968  | 1975  | 1982  | 1990  | 1999  | 2006  | 2007  | 2012  | 2017  |
| ------ | ----- | ----- | ----- | ----- | ----- | ----- | ----- | ----- | ----- | ----- | ----- | ----- | ----- |
| 人口數 | 5,929 | 5,989 | 6,255 | 6,417 | 7,061 | 7,156 | 6,828 | 7,015 | 6,787 | 6,885 | 6,877 | 7,086 | 6,827 |

## 社会事务

### 教育
内拉克属于波尔多学区。截止2017年底，内拉克境内共有2所幼儿园、3所小学、1所初级中学和3所高级中学。

### 医疗
截止2018年1月1日，内拉克境内共有全科医生6名、保健师7名、牙医4名、护士16名、耳科医生1名、助产士2名。
内拉克境内尚无综合性医疗机构。距离内拉克最近的综合医院为阿让-内拉克中心医院（Centre Hospitalier Agen-Nérac）。

### 住房
2015年，内拉克境内共有各类住房4090套，比上一年增加了1套。其中79.8%为常住房屋，有15.1%为假期房屋。

### 商业
2015年，内拉克境内共有各类商业铺面501家，其中餐饮服务类商业铺面226家，主要分布在内拉克市中心。此外，内拉克市区以北设有大型综合商场。

### 治安
内拉克设有国家宪兵队。

## 旅游

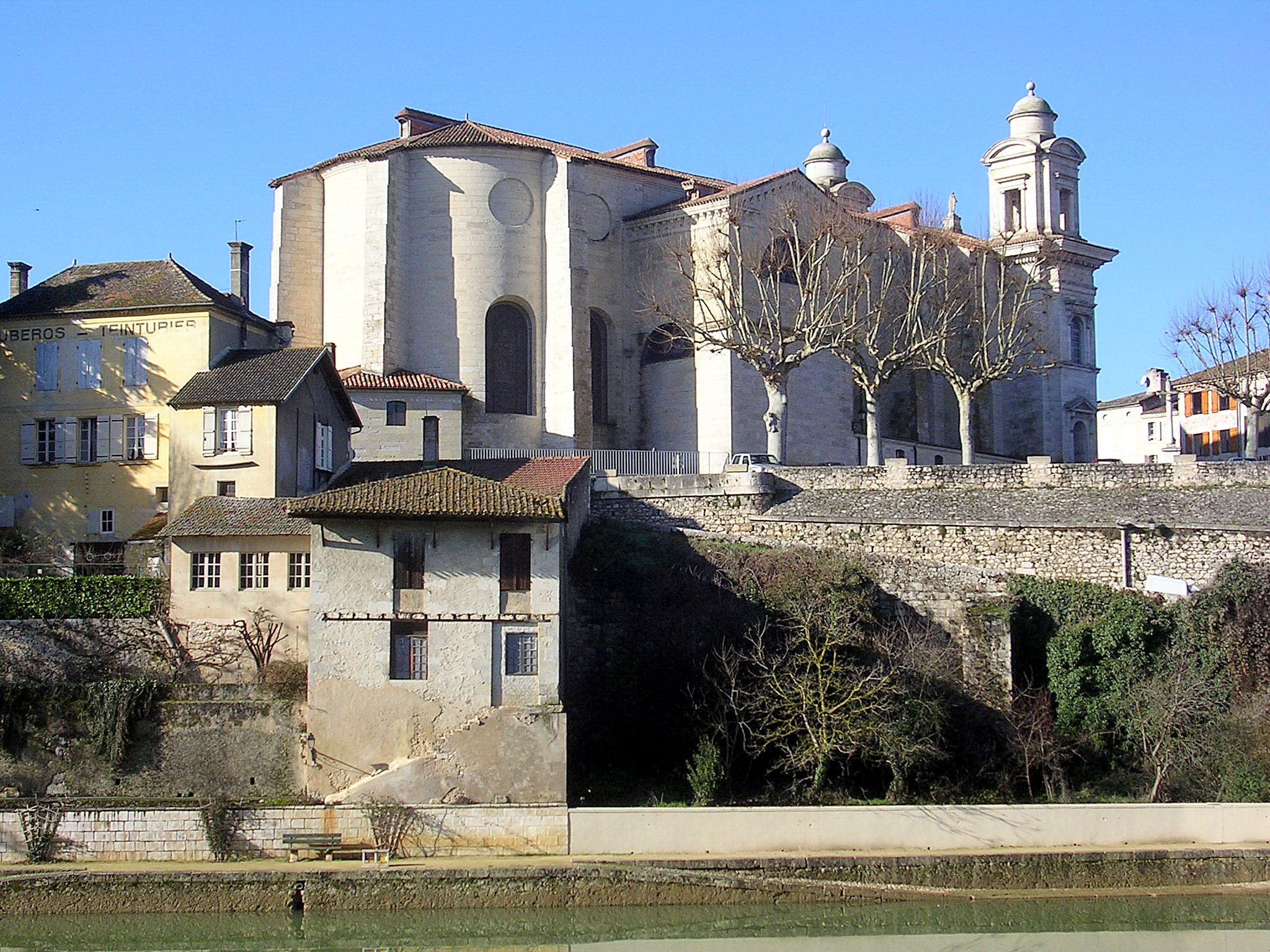
内拉克圣尼古拉教堂

内拉克境内的旅游景点以人文历史景观为主，主要包括内拉克罗马遗址（法語：Ruines romaines de Nérac）、内拉克城堡（法語：Château de Nérac）、内拉克圣尼古拉教堂（法語：Église Saint-Nicolas de Nérac）和内拉克老桥（法語：Pont-vieux de Nérac）等。此外，创建于2004年的阿尔布雷旅游列车（法語：Train touristique de l'Albret）连接内拉克和梅赞，是一个利用原废弃铁路线而开行的季节性旅游列车。
截止2018年1月1日，内拉克境内设有1处旅游接待中心（Office de Tourisme）和2家宾馆共计39间房间。

## 友好城市
- 西班牙马德里德霍斯
- 義大利梅索拉

## 图集

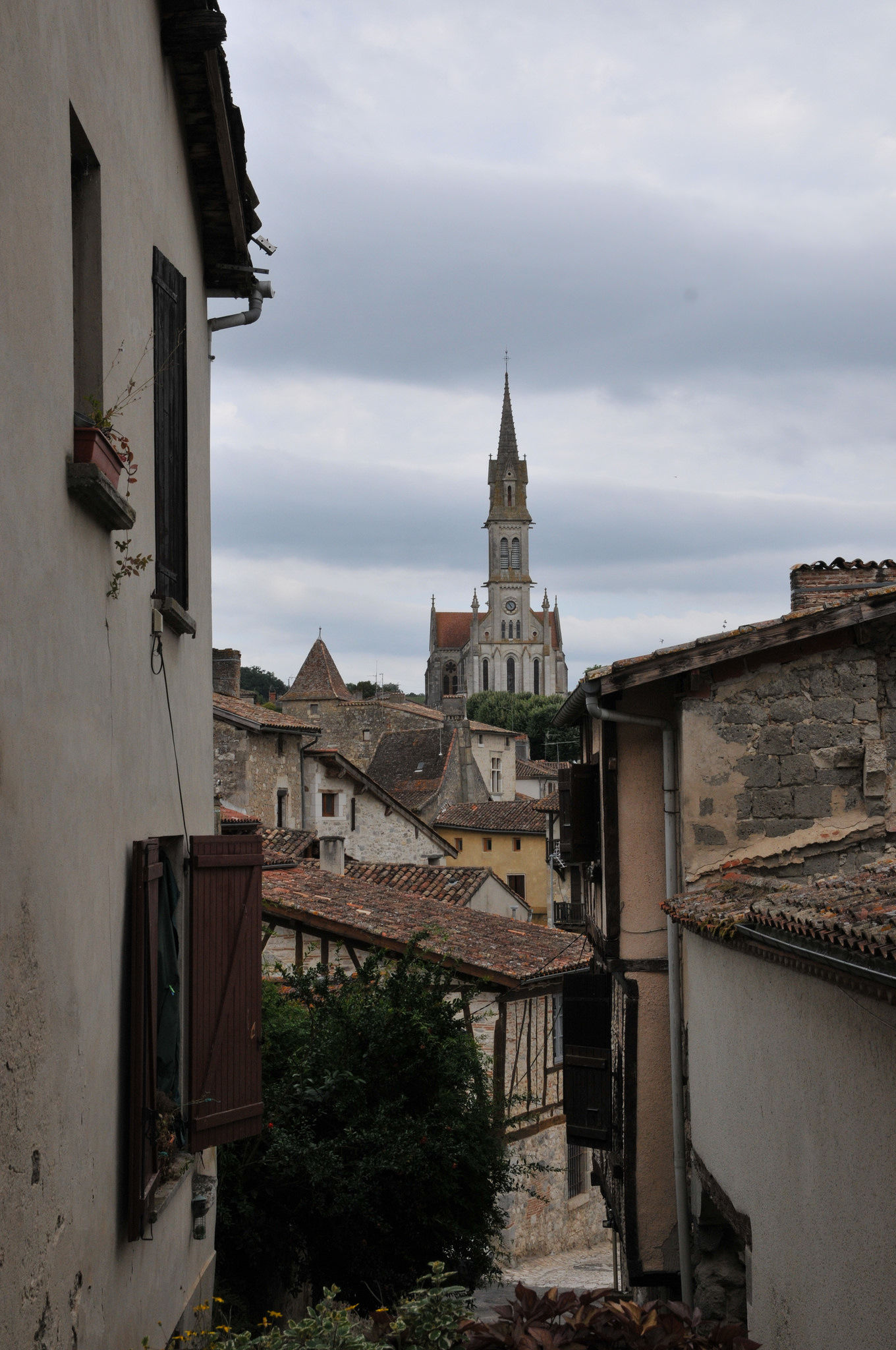
内拉克掠影 1
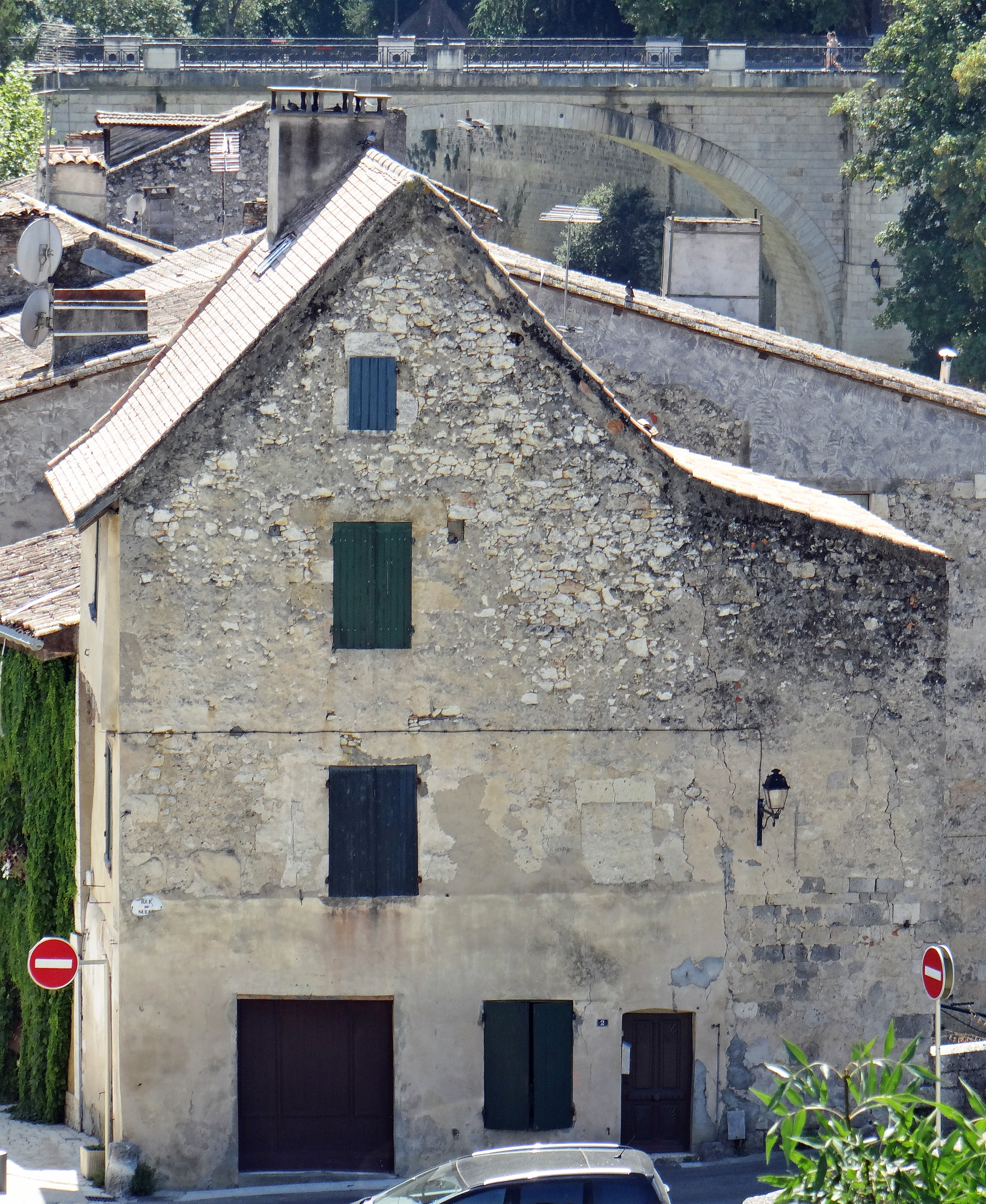
内拉克掠影 2
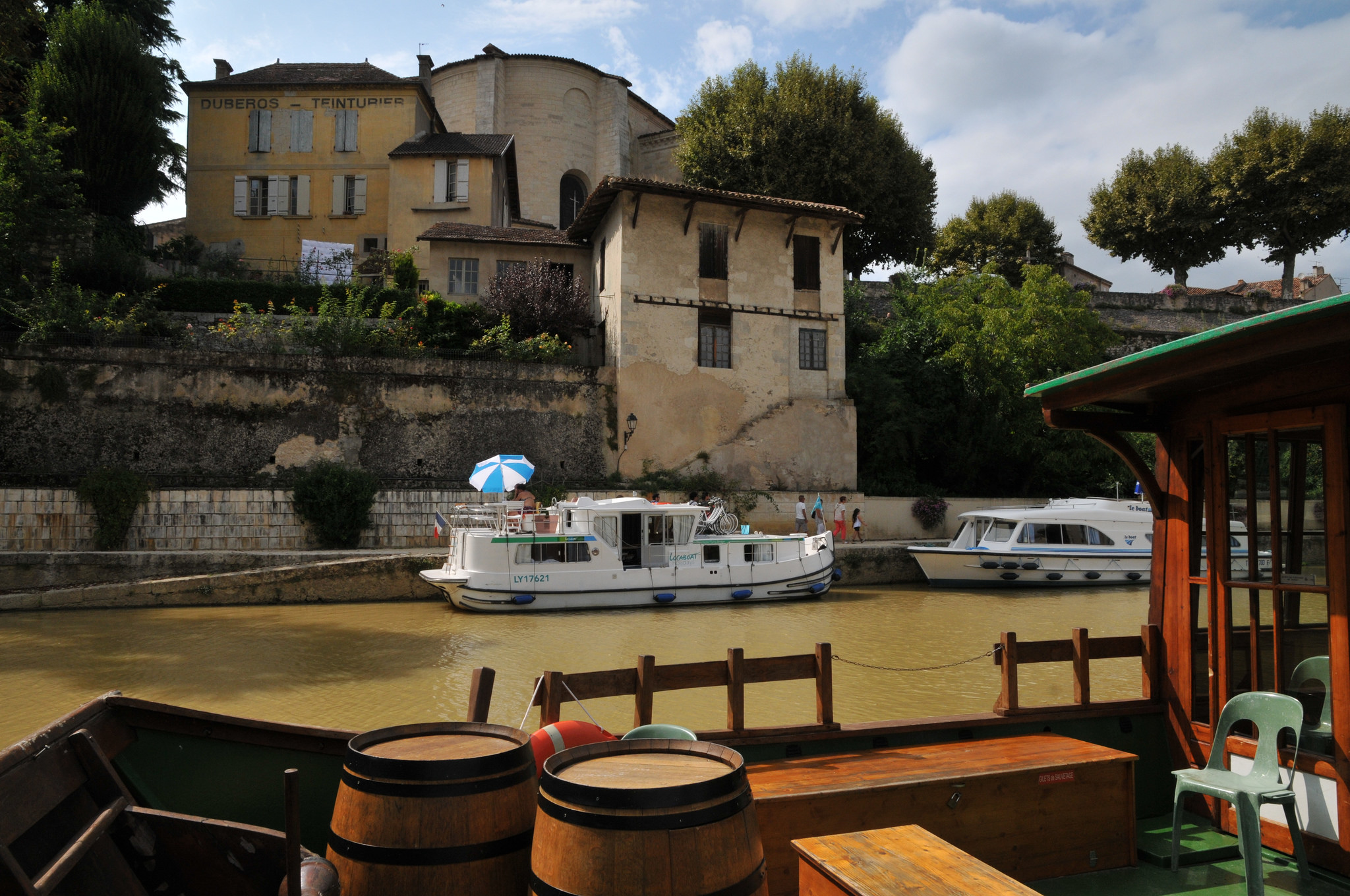
巴伊斯河码头
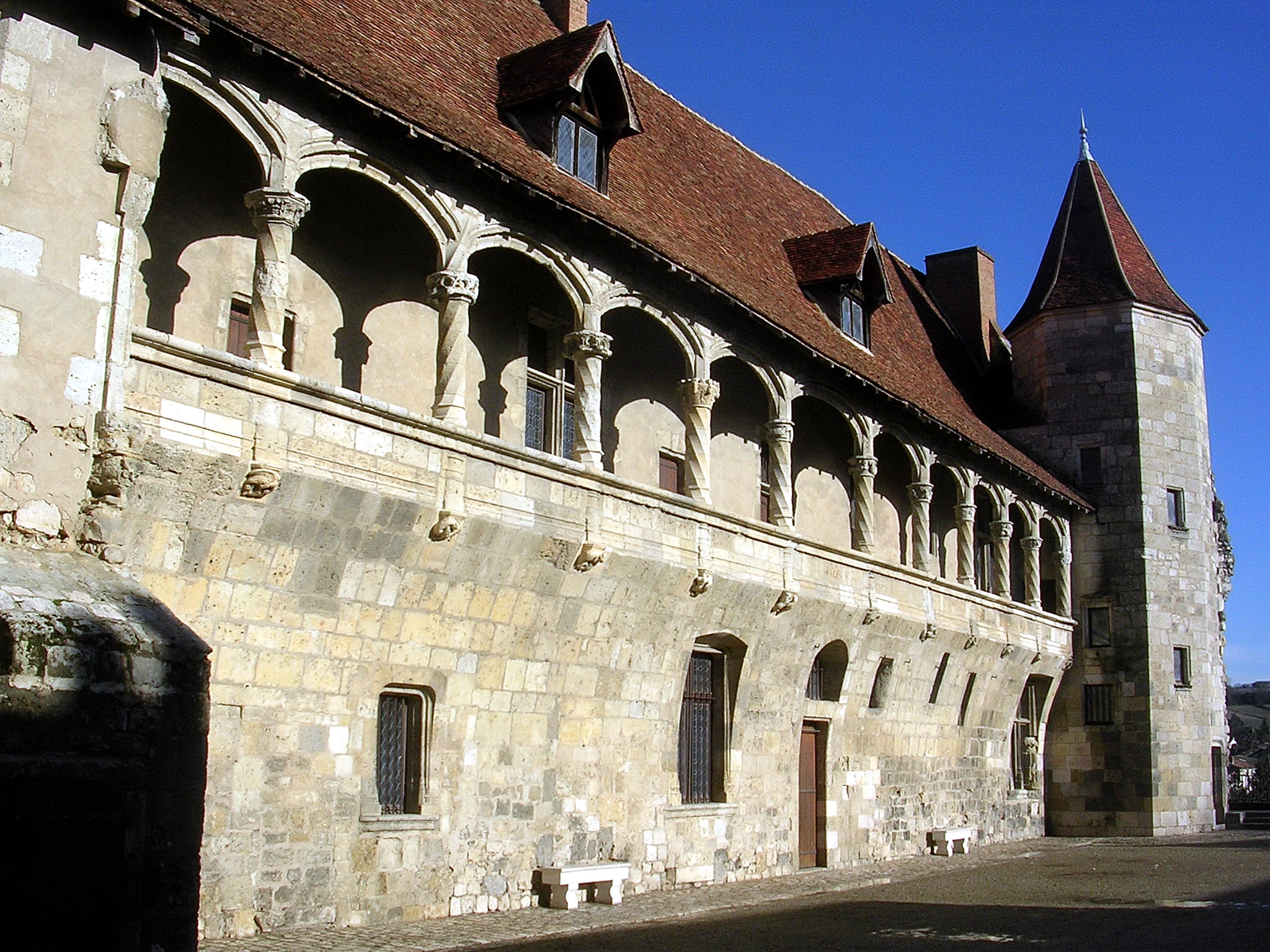
内拉克城堡 1
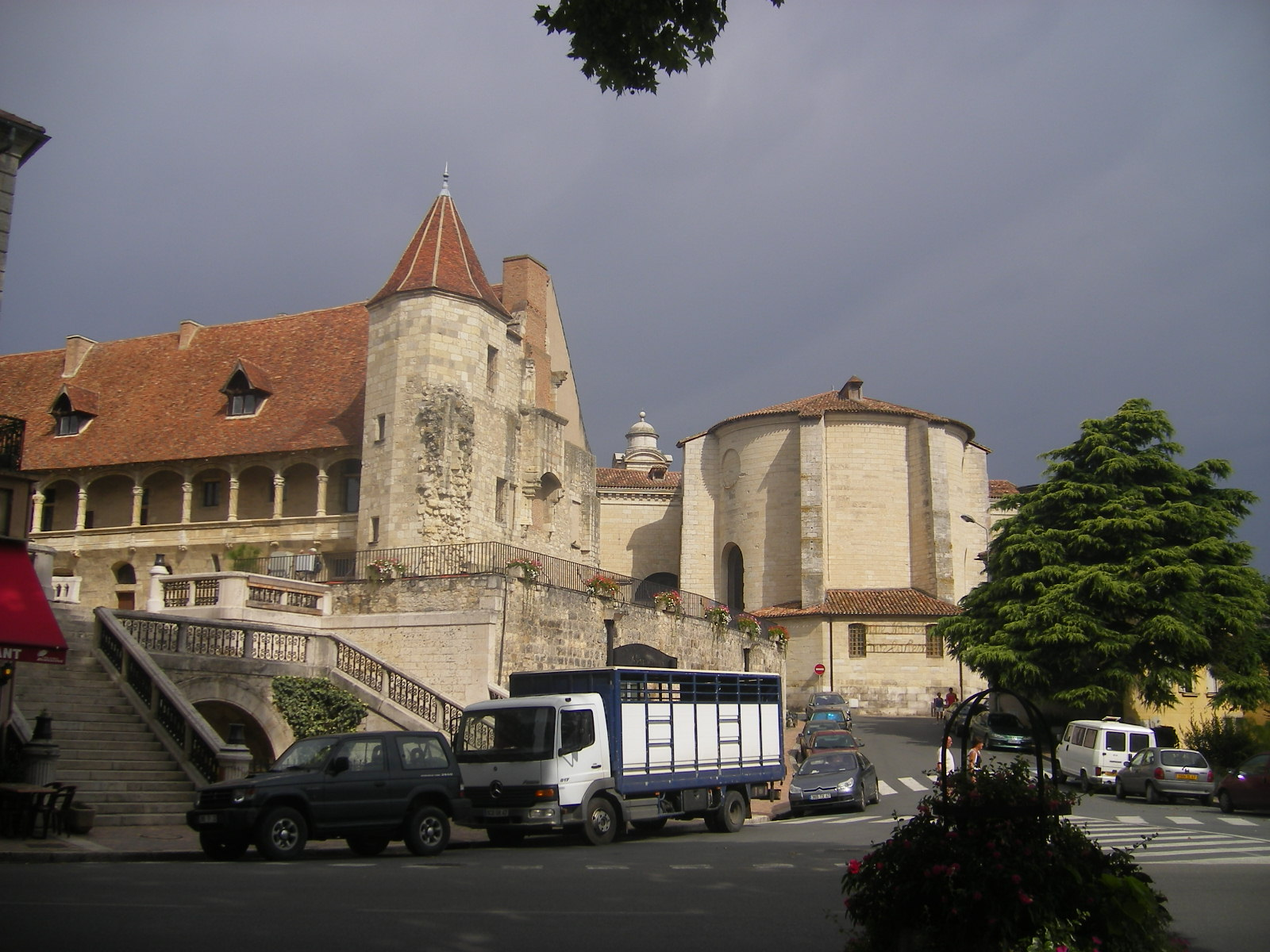
内拉克城堡 2
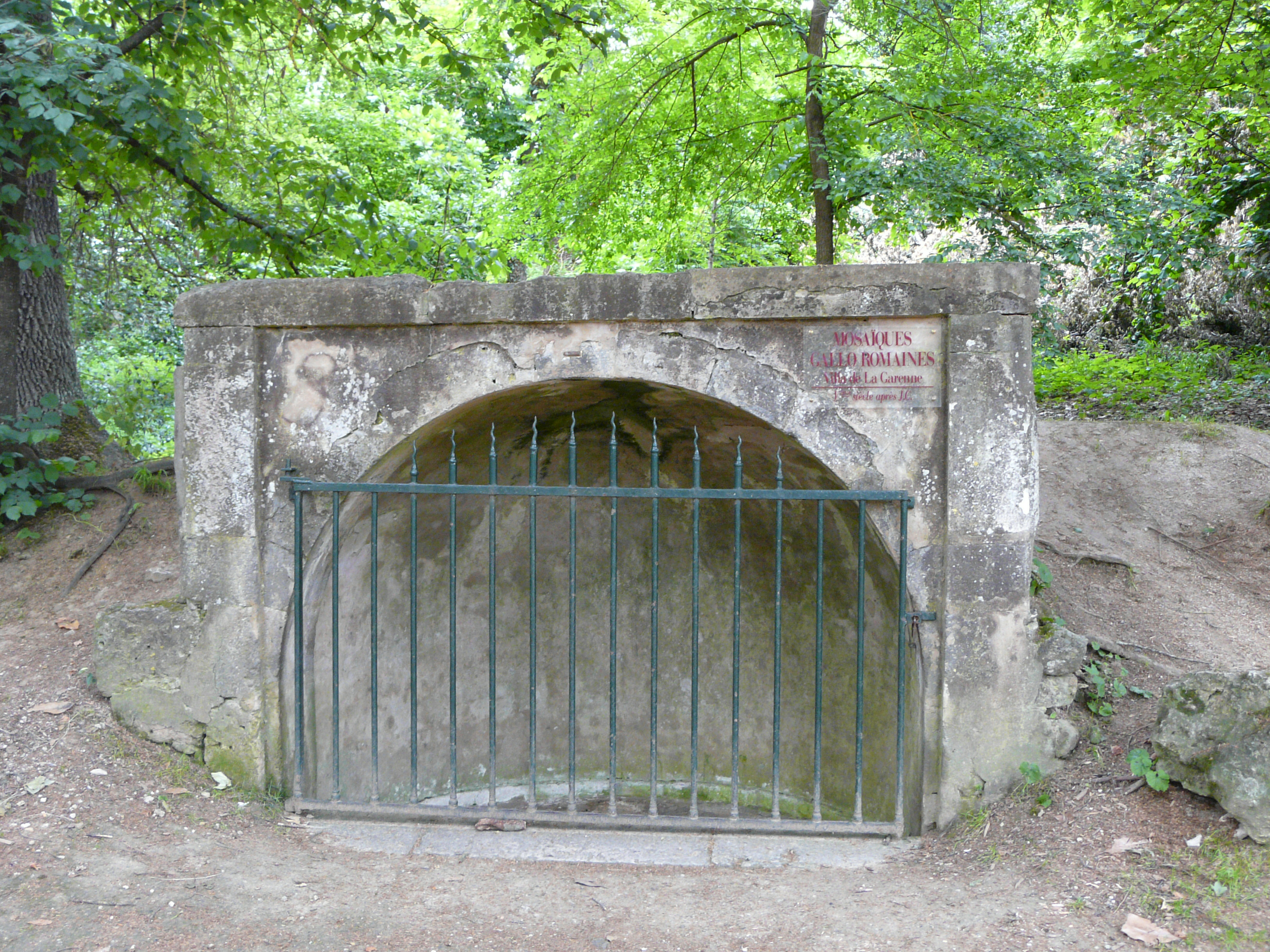
古罗马遗址
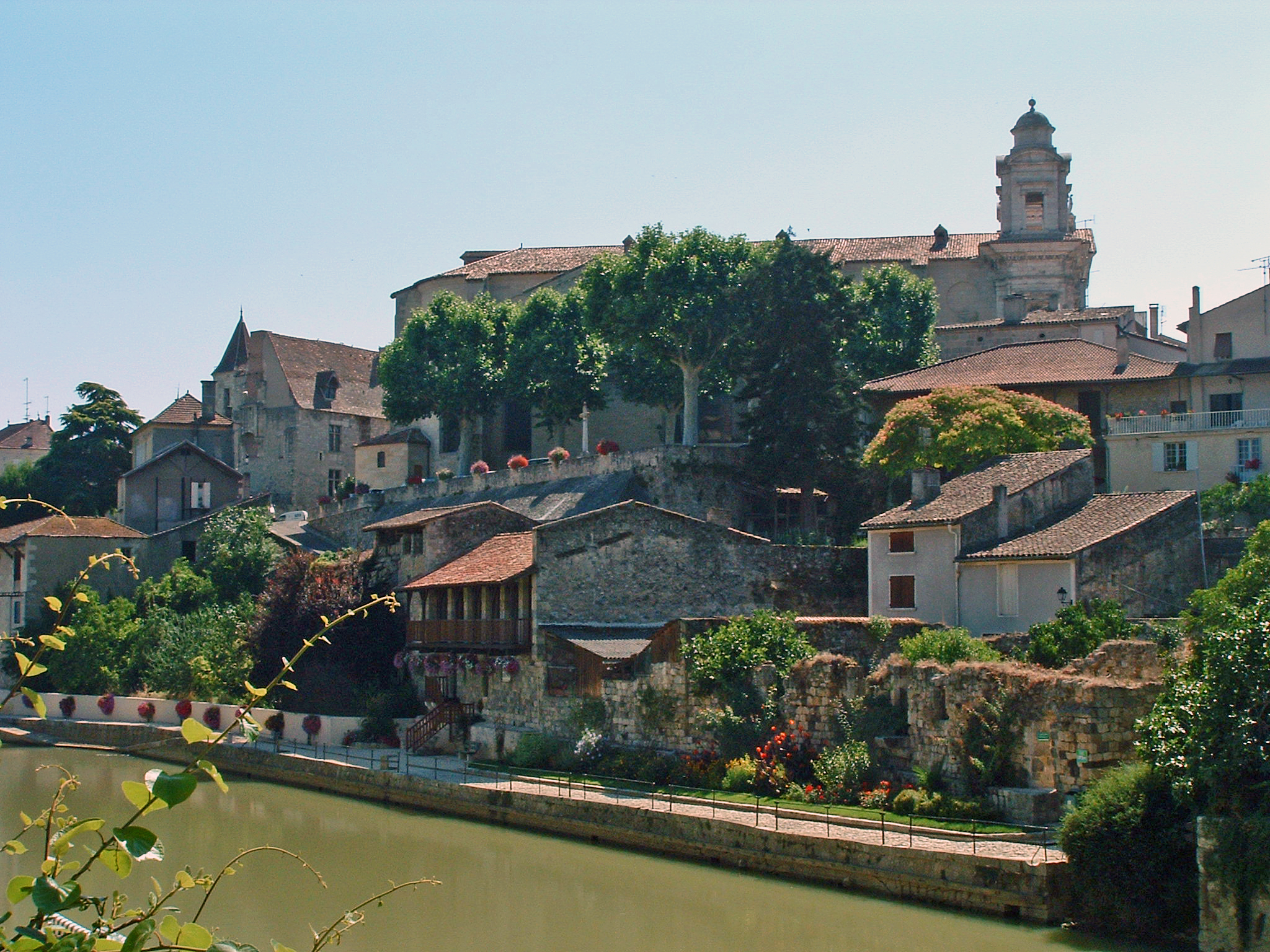
圣尼古拉教堂
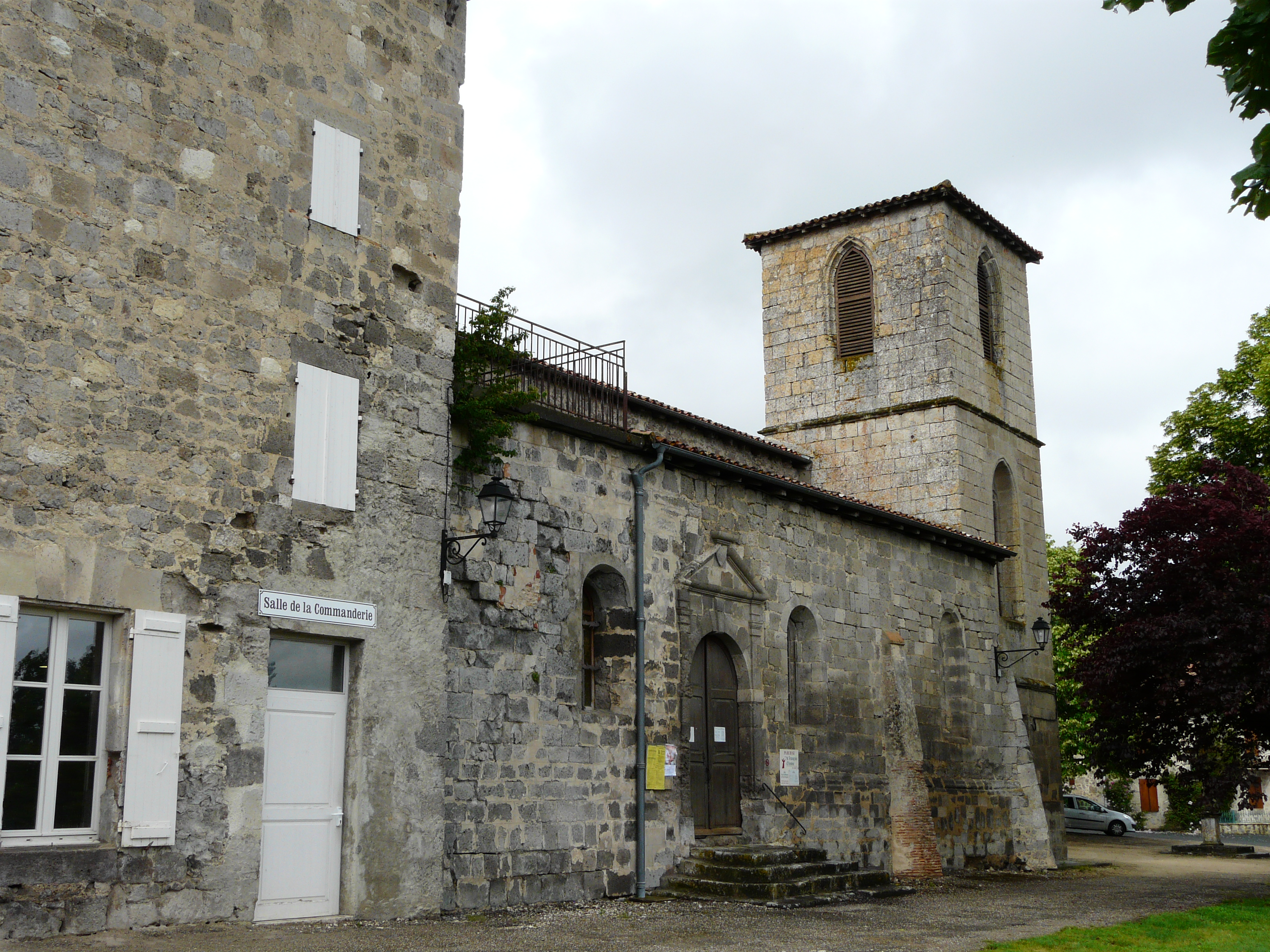
皮福尔-埃吉耶教堂